# Teodoros Stefanidis
Teodoros Stefanidis, gr. Θεόδωρος Στεφανίδης, także Theodore Stephanide,Theodore Ph. Stephanides (ur. 21 stycznia 1896 w Bombaju, zm. 13 kwietnia 1983 w Londynie) – grecko-brytyjski poeta, tłumacz, przyrodnik, pisarz, doktor i naukowiec. Znany z przyjaźni z rodziną Durrellów, która osiadła na Korfu i długoletniego mentorowania przyszłemu brytyjskiemu przyrodnikowi, Gerarldowi Durrellowi. Był żonaty z Mary Alexander, mieli córkę Alexię Stefanidis-Mercouri, z którą w dzieciństwie przyjaźnił się Gerald Durrell.

## Upamiętnienie
Teodoros Stefanidis jest wymieniony w książkach Geralda Durrella (m.in. Moja rodzina i inne zwierzęta, Ogród bogów), tak jak i w powieściach Lawrence’a Durrella (Cela Prospera) oraz Henry`ego Millera (Kolos z Maroussi).
Został sportretowany w następujących produkcjach serialowych i filmowych:
- w 10-odcinkowym serialu BBC pt. My Family and Other Animals (1987), grany przez Christophera Godwina
- w 90-minutowym filmie BBC pt. My Family and Other Animals (2005), grany przez Chrisa Langhama
- w serialu ITV (Television Network) The Durrells (2016–2019), grany przez Yorgosa Karamihosa

Z kolei w 1967 BBC zrealizowało na Korfu film dokumentalny The Garden of Gods z udziałem Geralda Durrella i Teodorosa Stefanidisa.

## Publikacje (wybór)
- Climax in Crete (Faber and Faber, 1946)
- The Microscope and the Practical Principles of Observation (Faber and Faber, 1947)
- A Survey of the Freshwater Biology of Corfu and of Certain Other Regions of Greece, Practika of the Hellenic Hydrobiological Institute, No. 2 (2), ss. 11–263 (1948)
- "The influence of the antimosquito fish, Gambusia affinis, on the natural fauna of a Corfu lakelet", Practika of the Hellenic Hydrobiological Institute, nr 9, ss. 3–6 (1964)
- The Golden Face (zbiór poezji) (Fortune Press, Londyn, 1965)
- Cities of the Mind (zbiór poezji) (Fortune Press, Londyn, 1969)
- Worlds in a Crucible (zbiór poezji) (Mitre Press, 1973)
- Island Trails  (Londyn, wyd. Macdonald, 1973)
- Karaghiozis and the Enchanted Tree: A Modern Greek Shadow-Play Comedy (Greek Gazette, 1979)
- Autumn Gleanings: Corfu Memoirs and Poems (tekst napisany w latach 70. XX wieku; red. Richard Pine, Lindsay Parker, James Gifford, Anthony Hirst) (Durrell School of Corfu, International Lawrence Durrell Society, 2011)

### Przekłady
- Poems (wiersze Kostisa Palamasa, przekład na angielski wspólnie z Georgiosem Konstantinosem Katsimpalesem) (Hazell, Watson and Viney, 1925)
- Modern Greek Poems (wybór i przekład z greckiego na angielski wspólnie z Georgiosem Konstantinosem Katsimpalesem) (1926)
- Three Poems (wiersze Kostisa Palamasa, przekład na angielski wspólnie z Georgiosem Konstantinosem Katsimpalesem) (1969)
- The Twelve Words of the Gipsy (wiersze Kostisa Palamasa, przekład na angielski wspólnie z Georgiosem Konstantinosem Katsimpalesem (Oasis Books, Londyn, 1974)

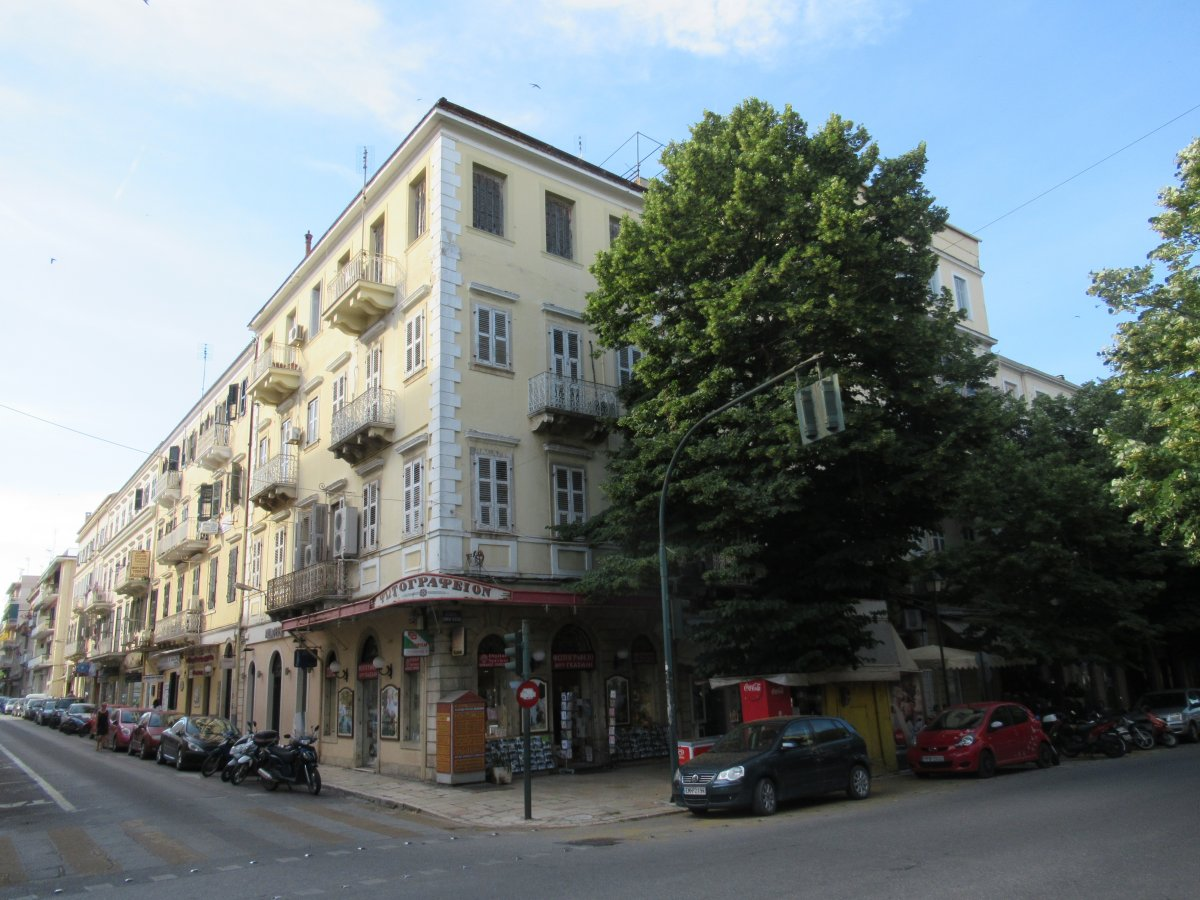
Budynek na Korfu przy ulicy Mantzarou 22, gdzie w latach 30. XX wieku mieściły się laboratorium i gabinet konsultacyjny Teodorosa Stefanidisa

- Budynek na Korfu przy ulicy Mantzarou 22, gdzie w latach 30. XX wieku mieściły się laboratorium i gabinet konsultacyjny Teodorosa StefanidisaA Hundred Voices (wiersze Kostisa Palamasa, przekład z greckiego na angielski wspólnie z Georgiosem Konstantinosem Katsimpalesem (1976)
- The King's Flute (utwór Kostisa Palamasa, przekład z greckiego na angielski wspólnie z Georgiosem Konstantinosem Katsimpalesem) (The Kostis Palamas Institute, 1982)
- Erotocritos (utwór Witsendzosa Kornarosa, przekład z greckiego na angielski) (Papazissis, 1984)
- Kostis Palamas: A Portrait and an Appreciation. Including Iambs and Anapaests and Ascraeus (część z twórczością Kostisa Palamasa w przekładzie z greckiego na angielski, współautorstwo: Theofanis G. Stawrou, Konstantin A. Trypanis, Georgios Konstantinos Katsimpales) (Nostos Books, 1985)
- Sweet-Voiced Sappho: Some of the Extant Poems of Sappho of Lesbos and Other Ancient Greek Poems (poezje w przekładzie Teodorosa Stefanidisa, red. Anthony Hirst) (Colenso Books, Londyn, 2015)